# كوين براك
كوين براك (بالهولندية: Koen Brack)‏ هو لاعب كرة قدم هولندي في مركز الدفاع، ولد في 13 أكتوبر 1981 في ديفينتر في هولندا. لعب مع غو أهد إيغلز ونادي كامبور.

## وصلات خارجية
- كوين براك على موقع قاعدة بيانات كرة القدم.إي يو (الإنجليزية)
- كوين براك على موقع عالم كرة القدم.نت (الإنجليزية)